# 刘忻
刘忻（1984年6月8日—），女，黑龙江哈尔滨人，為中国女歌手、演员。其毕业于沈阳音乐学院，2007年以“三星‘舞动音画’”全国第一名的成绩被JYP Enterainment送至韩国学习表演并与其签约，2011年解约后参加“快乐女声”并获得长沙赛区冠军，全国季军。她在快乐女声比赛中获得大量粉丝。
2016年7月，於微博公佈北京電影學院錄取通知單。
2016年7月12日，於微博发布快乐女声“五年之约”演唱会，同月28日於愛奇藝播出的網路綜藝節目《偶滴歌神啊 第三季》担任鑑音團成員
2020年，與吉他手苏宏亮、贝斯手王宇鹏、鼓手迟功伟（大伟）组成乐队遗忘俱乐部，参加该年樂隊的夏天 (第二季)。
2024年，參加《乘風2024》，精彩的演出榮獲年度乘風席位，乘風值為第六名。

## 生平

### 出道前
刘忻1984年出生于哈尔滨，父母都是军人，后来经商，常年在外，而与其一起在家的祖母又是聋哑人。10岁时，因偶然的机会，她接触到迈克尔·杰克逊的MV，从此成为其歌迷。
高中时，刘忻开始提出要求学习音乐。大学时，其考入离东北地区最近的音乐类高校沈阳音乐学院学习通俗演唱。大学时，其亦曾多次参加社会活动，并有不俗成绩。

### JYP时期
2007年，刘忻参加JYP选秀活动“三星‘舞动音画’”，并一举夺魁，由此得到了成为三星MP4的代言人，并得到了进入JYP接受专业表演培训的机会。2008年，JYP Entertainment与太合麦田签约在中国内地发展新人，其也因此被JYP签下作为其战略的一部分。
2008年9月，刘忻推出由JYP创始人朴軫永亲自制作的其个人首张EP《颜色》，正式进军歌坛。其后，又曾发行另一张专辑《忘了流泪》。并且，刘忻多次以JYP艺人的身份与Wonder Girls、2PM等组合同台，并曾参加由山东卫视、浙江卫视等电视台组织的多档节目。
2011年，因未知原因，刘忻与JYP解约。

### 快女时期
2011年，刘忻以出道歌手身份参加了比赛，备受争议和瞩目，并以第1名的好成绩进军全国12强。
全国总决赛中，曾有不明人物寄血书对其进行恐吓，称“刘忻你做了什么心里清楚，你会遭报应的”。
2011快女“决战之夜”，刘忻一首《老男孩》情绪失控，发挥失常，终获季军。
2016年10月22日，于北京国家奥林匹克体育中心，聚齐比赛时期全国前12名，举办2011年快乐女声出道五周年演唱会。

## 主要荣誉
- 2004年 CCTV-3《国际夏令营流行音乐大赛》通俗演唱组一等奖
- 2005年 Channel V《全国原创音乐比赛》 流行前沿奖
- 2006年 青海卫视《青年汇》全国12强
- 2007年 JYP Enterainment“三星‘舞动音画’”中国区冠军
- 2008年 山东综艺频道《综艺满天星》全国五强
- 2009年 浙江卫视《麦霸英雄汇》MVP麦霸
- 2011年 湖南卫视《快乐女声》长沙赛区冠军、全国总决赛季军
- 2011年 BQ红人榜“2011年度内地最红人”、流行音乐风向榜十大金曲《如果有一天》《幸福花园》
- 2012年 音乐先锋榜2012年度最佳创作新人、最具人气女歌手、最具人气金曲《两道彩虹》、十大金曲《两道彩虹》
- 2012年 岷江音乐排行榜2012年度总盘点年度十大人气歌手、CCTV音乐频道“十大新锐歌手”
- 2012年 中国TOP排行榜 内地最受欢迎新人奖
- 2013年 第20届东方风云榜最佳新人奖
- 2013年 音悦V榜年度盛典内地最佳新人奖
- 2013年 音乐风云榜 最受欢迎新人奖
- 2013年 城市至尊音乐榜 年度听众最爱新人
- 2013年 新人盛典最受欢迎女歌手、青春正能量大使
- 2014年 MusicRadio中国TOP排行榜 内地校园人气女歌手 (2013年度)
- 2014年 音悦V榜内地风向女艺人
- 2014年 星外星唱片内地销量亚军 (2013年度)
- 2016年 酷狗酷音乐亚洲盛典 年度飞跃进步女歌手

## 音乐作品

### 专辑/EP
| 专辑数量 | 专辑名称           | 专辑类型 | 发行公司 | 发行日期   | 专辑曲目 |
| -------- | ------------------ | -------- | -------- | ---------- | --- |
| 第一张   | 《颜色》           | EP       | JYP      | 2008-10-13 | 曲目 1. 顏色【MV】 2. 忘了眼淚 |
| 第二张   | 《我是你的女朋友》 | EP       | 天娱传媒 | 2012-07-10 | 曲目 1. Because of 25【MV】 2. 抱不住太阳的深海 3. 两道彩虹 4. 耳朵里的阳光 5. 火山 6. 我是你的女朋友【MV】                                                          |
| 第三张   | 《花花女孩》       | EP       | 天娱传媒 | 2013-08-27 | 曲目 1. 花花世界【MV】 2. It's Over 3. 亲爱的 4. 再见昨天【MV】 5. 就是你                                                                                            |
| 第四张   | 《hand in hand》   | EP       | 天娱传媒 | 2015-12-3  | 曲目 1. 放不开【MV】 2. I'm not afraid【MV】 |
| 第五张   | 《My Room》        | 專輯     | 天娱传媒 | 2015-12-18 | 曲目 1. 《secure this love》 2. 《come home early》 3. 《一个人》 4. 《我想对你说》 5. 《fire》 6. 《Domino》 7. 《那一刻》 8. 《我的房间》 9. 《goodnight my baby》 |

### 发行单曲
未收录在其专辑里已经正式发行的单曲
| 發行日期   | 歌曲名稱     | 所屬專輯、备注                                     |
| ---------- | ------------ | -------------------------------------------------- |
| 2011-07-23 | 武裝         | 快女合辑《Baby sister》收录 2011快乐女声加油歌     |
| 2011-09-30 | 如果有一天   | 快女合辑《Baby sister》收录 电视剧《娘心计》片尾曲 |
| 2011-09-30 | 幸福花园     | 电影《寻找幸福力》主题曲                           |
| 2011-12-22 | 糖果的味道   |                                                    |
| 2011-12-26 | 孤单的呼吸   | 电视剧《另一种灿烂生活》片尾曲                     |
| 2012-05-08 | 那片海       | 电视剧《花开半夏》片尾曲                           |
| 2013-06-27 | 残忍的缠绵   | 电影《小时代》插曲                                 |
| 2013-07-29 | 太爱你       | 电影《宫锁沉香》主题曲                             |
| 2014-01-25 | 北鼻麻吉     | 電視劇 《七個朋友》主題曲                          |
| 2014-12-02 | 十六年       | 与陈晓合唱 電視劇 《神雕侠侣》插曲                 |
| 2016-01-20 | 還好遇見     | 电视剧《寻找爱的冒险》主题曲                       |
| 2018-04-03 | 像恋人的朋友 | 电视剧《金牌投资人》片尾曲                         |

### 为他人创作的单曲
为其他歌手创作已经正式发行的单曲
| 發行日期   | 歌曲名稱       | 所屬專輯、备注                         |
| ---------- | -------------- | -------------------------------------- |
| 2011-08-07 | Love U As Fool | 收录在歌手徐峰柏 《徐峰柏Felix》专辑中 |
| 2014-07-01 | Darling        | DL组合的一首单曲                       |

## 影视作品

### 电视剧
| 首播年份 | 剧名           | 角色   | 备注 |
| 2013年   | 极品女士第二季 | 客串   | 网剧 |
| 2014年   | 七个朋友       | 古君叶 |      |
| 2014年   | 美人制造       | 脱不花 |      |
| 2014年   | 我為宮狂2      | 狐后   | 网剧 |
| 2015年   | 九星天辰诀     | 客串   | 网剧 |
| 2016年   | 惊声尖校       | 祝非凡 | 网剧 |
| 2018年   | 素手遮天       | 桑若   | 网剧 |
| 2019年   | 极速救援       | 晏晴   |      |

### 电影
| 上映年份 | 电影名       | 角色 | 备注     |
| 2013年   | 《末日之后》 | 小珊 |          |
| 2015年   | 熱舞之靈     | 水諾 |          |
| 2016年   | 電競高校     | 客串 | 網絡電影 |
| 2017年   | 热血少女     | 南风 | 網絡電影 |
| 2017年   | 国民女团     | 灵玉 | 網絡電影 |

### 微电影
| 上映年份 | 电影名       | 角色   | 合作         |
| 2011年   | 《小忻黑夜》 | 小忻道 | 张睿家       |
| 2012年   | 《暴走》     | 苏信   | 陈翔、王栎鑫 |

## 其他作品

### 个人演唱会
- 2012年7月31日 在北京五棵松M空间举办《刘忻“我是你的…”Vee Live个人演唱会》
- 2013年8月31日 在北京五棵松M空间举办《刘忻“花花女孩…”Vee Live个人演唱会》

### 写真集/书籍
- 2012年4月 快女写真集《青春映乐：快乐女声12强写真纪事》  上海人民邮电出版社出版
- 2013年6月 首本图文传记书籍《随忻所遇》 化学工业出版社出版 ISBN 9787122173201

### 综艺节目
1. 湖南卫视《快乐大本营》《天声一队》《一生一世合家欢》《我是大美人》《越淘越开心》《天天向上》《想唱就唱》《挑战麦克风》《帮助微力量》《平安2012》《我们都爱笑》《百变大咖秀》《天下女人》《少年进化论》
2. CCTV-1《同一首歌》《中韩歌会》《绽放》
3. CCTV-15《音为有你》《一起音乐吧》《十大新锐歌手》《风云歌会》
4. 青海卫视《时尚健康》《青年汇》
5. 湖北卫视《我爱我的祖国》
6. 黑龙江卫视《爱笑会议室》《能人驾到》
7. 深圳卫视《年代秀》
8. 广西卫视《挑战名人墙》
9. 山东卫视《歌声传奇》《天籁之声》
10. 山东电视台综艺频道《综艺满天星》
11. 旅游卫视《美丽俏佳人》
12. 北京卫视《最美重聚》《最佳现场》
13. 四川卫视《心动女人帮》
14. 乐视综艺《Star》
15. 海峡卫视《微博超级大》
16. 江苏卫视《星跳水立方》
17. 浙江卫视《我爱记歌词》《我是大评委》
18. 光线传媒《音乐风云榜》
19. 愛奇藝 《偶滴歌神啊 第三季》

## 外部連結
- （中文）刘忻新浪微群
- 刘忻 官方微博 （页面存档备份，存于）
- 刘忻 官方高清mv
- 刘忻 官方音乐 （页面存档备份，存于）
- 刘忻 博客 （页面存档备份，存于）
- 刘忻 百度人物官方新闻 （页面存档备份，存于）
- 刘忻.DL组合 電台 （页面存档备份，存于）